# マルセル・リッセ
マルセル・リッセ（Marcel Risse 、1989年12月17日 - ）は、西ドイツ・ケルン出身の元プロサッカー選手。現役時代のポジションは、ミッドフィールダー。

## 経歴
1996年、バイエル・レバークーゼンの下部組織に入団。2008年にフリッツ・ヴァルター・メダルU-19部門で銅メダルを獲得した。しかしトップ昇格後はレギュラーに定着できず、1.FCニュルンベルクや1.FSVマインツ05にレンタル移籍した。
2013年6月、1.FCケルンに移籍。
2020年8月、FCヴィクトリア・ケルンにレンタル移籍。2021年7月8日に完全移籍となった。
2022-23シーズン終了後、現役を引退した。

## タイトル
1.FCケルン
- 2. ブンデスリーガ : 2018-19